# Estanislao de Labayru
Estanislao Jaime de Labayru y Goicoechea (Batangas, 1845-Bilbao, 1904) fue un historiador y periodista español.

## Biografía
Su padre, de origen roncalés (Isaba, Navarra), ejercía el gobierno militar en Filipinas. Su madre era bilbaína. Nacido en 1845 en las islas Filipinas —concretamente en la diócesis de Manila—, por aquel entonces una colonia española, emigró con sólo un año de edad a Vizcaya. Estudió la carrera de Teología y de Cánones en Vitoria, Burgos y Barcelona. Doctor en Teología, fue ordenado sacerdote en 1872. 
Miembro correspondiente de la Real Academia de la Historia. El 27 de mayo de 1895 se le nombró cronista honorario del Señorío y, cuatro años más tarde (5 de abril de 1899), el Ayuntamiento de Bilbao adoptó por unanimidad el acuerdo de nombrarlo hijo adoptivo de la villa en testimonio y reconocimiento de sus méritos como escritor. Igualmente, la Diputación vizcaína acordó que se le hiciese un gran retrato. Falleció en Bilbao el 22 de enero de 1904.
Labayru trabajó como director, redactor o colaborador de publicaciones periódicas como La Voz de Vizcaya, Lauburu, Euskal-Erria, Laurac-Bat, Beti-Bat y El Basco, entre otras. Fue defensor del carlismo. Al morir, su hermana recibió el pésame en carta autógrafa de Don Carlos, quien destacó sus virtudes y su obra.

## Obra
Fue autor de obras de contenido histórico y religioso, entre ellas seis volúmenes de una Historia general del Señorío de Bizcaya, en la que incluyó una edición del Fuero Viejo de Vizcaya. Asimismo escribió: La Iglesia y la Enseñanza, 1879; Estudios y hechos de la vida del Iltmo. y venerable vizcaíno Dr. Fray Juan de Zumarraga, natural de Durango, primer obispo y arzobispo de Méjico (Bilbao, 1880); Breve biografía de la venerable vizcaína Sor María Josefa del Rosario (Bilbao, 1881); Ligeras noticias acerca de !a vida, virtudes y muerte del Padre Francisco de Ugalde, mártir vizcaíno en el Gran Chaco, América del Sur, 1756 (Bilbao, 1882); la serie Galería de vascongados ilustres en religión (Bilbao, 1883-1893); Lecturas eucarísticas (Bilbao, 1889); El nuevo prelado de Vitoria R. Fernández de Piérola (Bilbao, 1890).